# Georges-Köhler-Preis
Der Georges-Köhler-Preis ist ein Wissenschaftspreis, der für Forschungen im Bereich der Immunologie vergeben wird. Der Preis ehrt Wissenschaftler unter 40 Jahren, deren herausragende Forschungsarbeiten zu einem erweiterten Verständnis des Immunsystems beigetragen haben, sowie daraus resultierende Anwendungen. Benannt wurde der Preis nach dem Nobelpreisträger Georges Jean Franz Köhler.
Der Preis ist mit 3.000 Euro dotiert (Stand 2021) und wird in der Regel auf der Jahrestagung der Deutschen Gesellschaft für Immunologie verliehen, ersatzweise auf dem European Congress of Immunology.

## Preisträger
- 1998 Ralf Küppers
- 1999 Christian Bogdan
- 2000 Hans-Jörg Schild
- 2001 Matthias von Herrath
- 2002 Anne B. Vogt und Harald Kropshofer
- 2003 Michael P. Schön
- 2004 Hassan Jumaa, Max-Planck Institut für Immunbiologie, Freiburg
- 2005 Özlem Türeci und Uğur Şahin
- 2006 Ruth Ganss, Perth und Bodo Grimbacher
- 2007 Stefan Feske, Harvard Medical School
- 2008 Diana Dudziak, Rockefeller University und Sven Burgdorf, Universitätsklinikum Bonn
- 2009 Adelheid Cerwenka, Heidelberg
- 2010 Max Löhning, Charité – Universitätsmedizin Berlin/DRFZ
- 2012 Daniel Pinschewer, Department of Pathology and Immunology and W.H.O. Collaborating Centre for Vaccine, Genf
- 2013 Gerhard Krönke, Erlangen-Nürnberg
- 2014 Markus Feuerer, Heidelberg
- 2015 Dietmar Zehn, Centre Hospitalier Universitaire Vaudois, Lausanne
- 2016 Andreas Bergthaler, Wien
- 2017 Florian Klein, Köln
- 2018 Carolin Daniel, München
- 2019 Christoph Scheiermann, München/Genf
- 2020 Guoliang Cui, Berlin
- 2021 Veit Buchholz, München
- 2022 Maike Hofmann, Freiburg
- 2023 Petra Bacher, Kiel, Sebastian Kobold, München
- 2024 Jan Böttcher, München[1]